# Santiam (rivier)
De Santiam is een zijrivier van de Willamette in het noordwesten van de Verenigde Staten van Amerika in de staat Oregon. De rivier heeft een lengte van 16 km en ontstaat door het samengaan van de rivieren de North Santiam' en de South Santiam op de grens van de counties Linn en Marion ongeveer 13 km ten noordoosten van de stad Albany. Beide rivieren ontvangen water uit het gebied van de Cascade Range aan de oostzijde van de Willamette-vallei ten oosten van Salem en Corvallis.
De South Santiam ontspringt in de bergen van de Cascades 5 km ten zuidoosten van Upper Soda en heeft talloze zijrivieren en stroomt westwaarts door het Forest Lake en vervolgens naar het noordwesten waar op 2 km ten zuiden van Jefferson de rivier samen gaat met de South Santiam. De bron van North Santiam is Santiam Lake dat zo'n 20 km ten zuiden van Mount Jefferson in de buurt van Santiam Junction ligt. De North Santiam stroomt van daaruit naar het noordwesten door het 120 m diepe Detroit Lake op zo'n 15 km ten oosten van Mount Jefferson. De rivier vervolgt haar weg naar het westen richting Jefferson. De Santiam is een belangrijke bron van drinkwater voor de stad Salem.